# Dallas–Fort Worth Film Critics Association Awards 2007
13. ročník předávání cen asociace Dallas–Fort Worth Film Critics Association Awards se konal 19. prosince 2006.

## Vítězové
Nejlepší film
1. Tahle země není pro starý
2. Juno
3. Až na krev
4. Pokání
5. Michael Clayton
6. Útěk do divočiny
7. Skafandr a motýl
8. Lovec draků

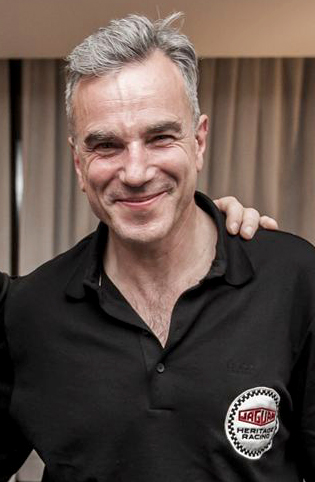
Daniel Day-Lewis, vítěz v kategorii nejlepší mužský herecký výkon v hlavní roli

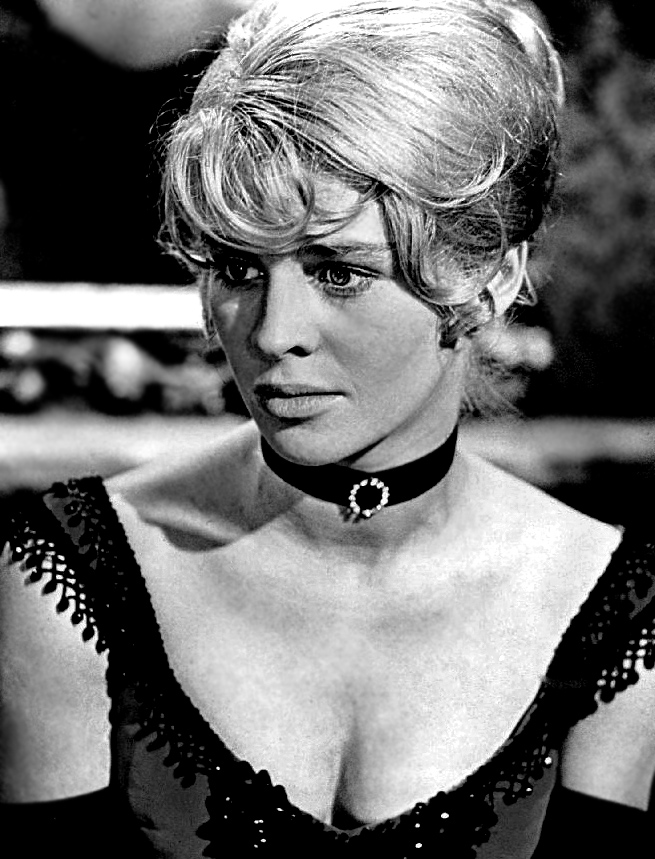
Julie Christie, vítězka v kategorii nejlepší ženský herecký výkon v hlavní roli

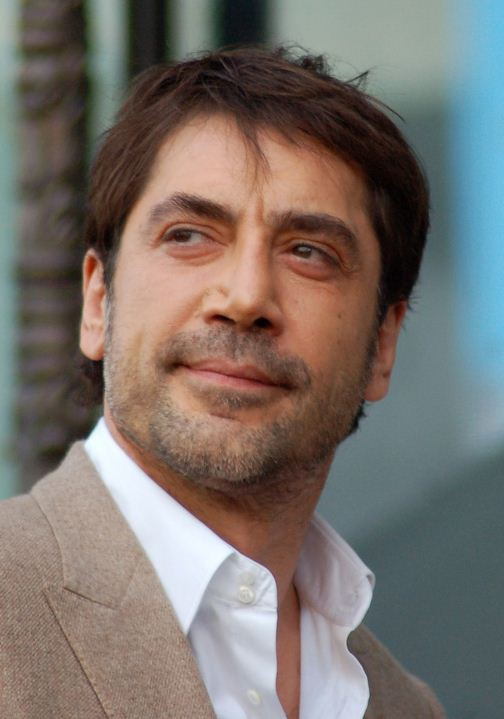
Javier Bardem, vítěz v kategorii nejlepší mužský herecký výkon ve vedlejší roli

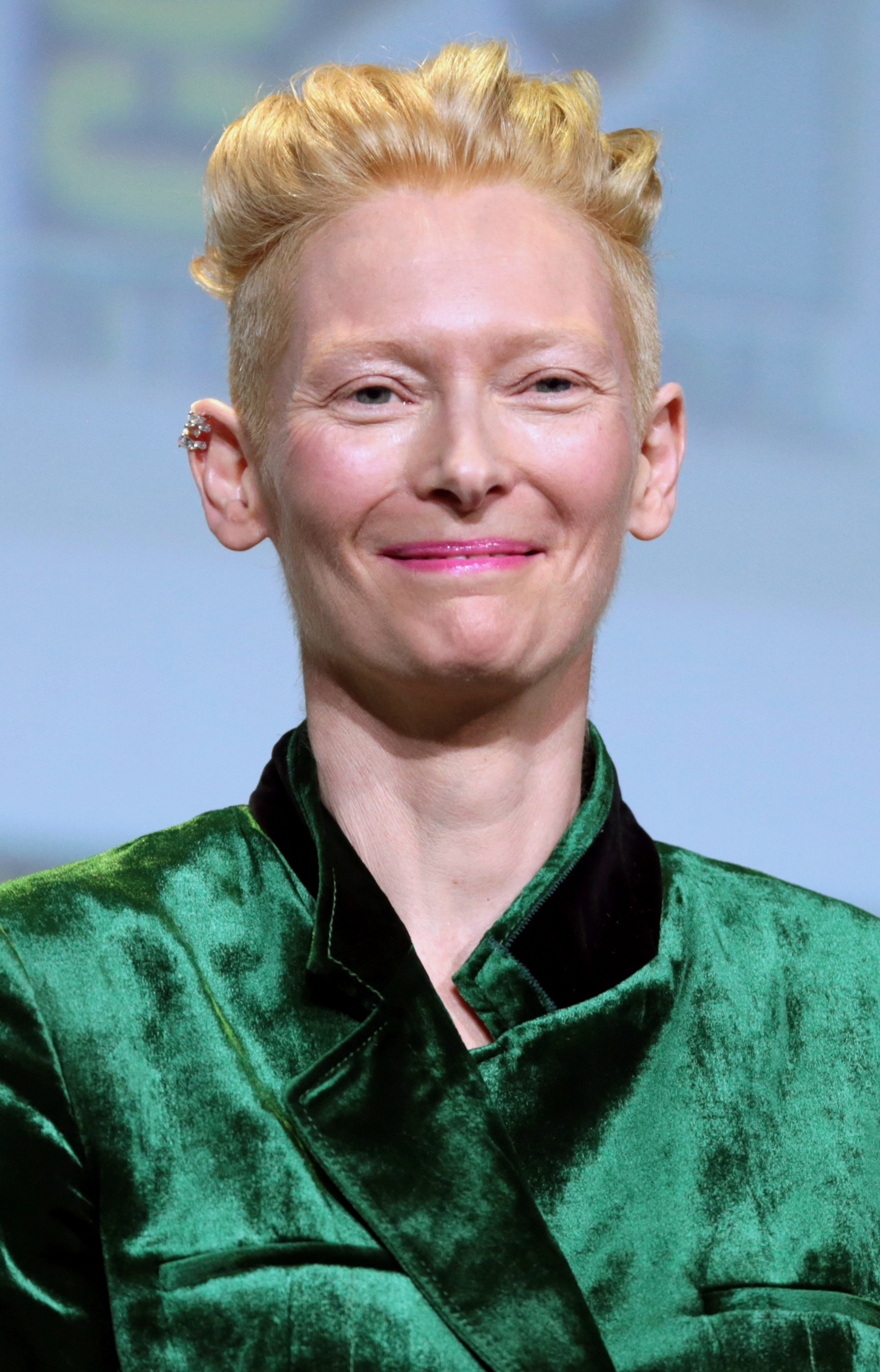
Tilda Swinton, vítězka v kategorii nejlepší ženský herecký výkon ve vedlejší roli

9. Zabití Jesseho Jamese zbabělcem Robertem Fordem
10. Soukromá válka pana Wilsona

Nejlepší režisér:
Bratři Coenové – Tahle země není pro starý
- Paul Thomas Anderson – Až na krev
- Tim Burton – Sweeney Todd: Ďábelský holič z Fleet Street
- Julian Schnabel – Skafandr a motýl
- Sean Penn – Útěk do divočiny

Nejlepší scénář:
Diablo Cody – Juno
- Bratři Coenové – Tahle země není pro starý

Nejlepší herec v hlavní roli:
Daniel Day-Lewis – Až na krev
- George Clooney – Michael Clayton
- Emile Hirsch – Útěk do divočiny
- Tommy Lee Jones – V údolí Elah
- Frank Langella – Starting Out in the Evening

Nejlepší herečka v hlavní roli:
Julie Christie – Daleko od ní
- Marion Cotillard – Edith Piaf
- Ellen Page – Juno
- Laura Linneyová – Divoši
- Angelina Jolie – Síla srdce

Nejlepší herec ve vedlejší roli:
Javier Bardem – Tahle země není pro starý
- Philip Seymour Hoffman – Soukromá válka pana Wilsona
- Casey Affleck – Zabití Jesseho Jamese zbabělcem Robertem Fordem
- Hal Holbrook – Útěk do divočiny
- Tom Wilkinson – Michael Clayton

Nejlepší herečka ve vedlejší roli:
Tilda Swinton – Michael Clayton
- Amy Ryan – Gone Baby Gone
- Cate Blanchett – Beze mě: Šest tváří Boba Dylana
- Saorise Ronan – Pokání
- Jennifer Jason Leigh – Svatba podle Margot

Nejlepší dokument:
The King of Kong
- SiCKO
- Konec v nedohlednu
- Crazy Love
- To by svedlo každé dítě

Nejlepší animovaný film:
Ratatouille
- Persepolis

Nejlepší cizojazyčný film:
Skafandr a motýl (Francie)
- 4 měsíce, 3 týdny a 2 dny (Rumunsko)
- Edith Piaf (Francie)
- Touha, opatrnost (Tchaj-wan)
- Černá kniha (Nizozemsko/Belgie/Německo/VB)

Nejlepší kamera:
Roger Deakins – Zabití Jesseho Jamese zbabělcem Robertem Fordem
- Janusz Kaminski – Skafandr a motýl a Roger Deakins – Tahle země není pro starý (remíza)

Cena Russela Smitha (nezávislý film): Once